# 27049 Kraus
27049 Kraus è un asteroide della fascia principale. Scoperto nel 1998, presenta un'orbita caratterizzata da un semiasse maggiore pari a 2,7111596 au e da un'eccentricità di 0,0827719, inclinata di 31,95551° rispetto all'eclittica.
L'asteroide è dedicato al programmatore Adam Levi Kraus.